# Pyrausta triphaenalis
Pyrausta triphaenalis is een vlinder van de familie van de grasmotten (Crambidae). De wetenschappelijke naam van deze soort is voor het eerst voorgesteld als Botys triphaenalis door Pieter Snellen in een publicatie uit 1901.
De soort komt voor in Chili.